# Cupak (Danau Kerinci)
Cupak is een bestuurslaag in het regentschap Kerinci van de provincie Jambi, Indonesië. Cupak telt 1663 inwoners (volkstelling 2010).